# 艾昂顿 (俄亥俄州)
艾昂顿（英語：Ironton）是美国俄亥俄州劳伦斯县的一个城市和县治 ，位于俄亥俄州的最南端，城市的市中心沿俄亥俄河分布。